# Galaxy Zoo
Galaxy Zoo je online astronomický projekt, který žádá své účastníky, aby ručně klasifikovali milióny galaxií. Projekt byl inspirován projektem Stardust@home, ve kterém NASA požádala veřejnost, aby ji pomohla prohledat obrázky z jedné mise ke kometě. Ke klasifikaci galaxií je nutno napřed udělat jednoduchý test.
Na základě úspěchu tohoto projektu vznikla platforma Zooniverse, na které probíhají další projekty využívající princip občanské vědy.
Galaxy Zoo probíhá ve spolupráci mezi univerzitami z Oxfordu a Portsmouthu, univerzity Johna Hopkinse v Baltimore a Fingerprint Digital Media v Belfastu.
Koncem dubna a začátkem května 2025 NASA znovu požádala veřejnost o pomoc s klasifikací tisíců galaxií, které pořídil Vesmírný dalekohled Jamese Webba (JWST). V tomto obnoveném projektu Galaxy Zoo mohou dobrovolníci pomáhat astronomům analyzovat více než 500 000 snímků JWST a identifikovat tvary galaxií a jejich změny v průběhu času.